# Gymnasium Ulricianum
Das Gymnasium Ulricianum ist ein allgemein bildendes Gymnasium in Aurich, Ostfriesland. Es ist mit 1839 Schülern eines der größten in Niedersachsen.

## Gegenwart
Seit dem Schuljahr 2004/2005 wird aufgrund einer Schulreform in Niedersachsen auch der 5. und 6. Jahrgang am Gymnasium unterrichtet. Die Außenstelle im Schulzentrum Moorhusen wurde 2015/2016 aufgelöst. Die ehemalige Waldschule Egels wird seit 2020 als Außenstelle für die Jahrgänge 5–7 genutzt. Zudem ist das Ulricianum Ausbildungsschule für die Studienseminare Leer und Wilhelmshaven.

### Angebote

#### Homepage-AG
Die Homepage des Ulricianums wird von einer AG mit mehreren Schülern und einem Lehrer betreut.

#### Sprachen
Englisch ist 1. Fremdsprache ab Klasse 5. Als 2. Fremdsprache ab Klasse 6 werden Latein, Spanisch und Französisch angeboten. Ab Klasse 7 ist es möglich, eine 3. Fremdsprache zu wählen. Ab Klasse 8 wird zudem Unterricht in den Fächern Erdkunde, Geschichte und Politik auf Englisch angeboten.
Seit 2003 ist das Ulricianum zweimal im Jahr zuständig für die Durchführung der Ergänzungsprüfungen Latein, bei Bedarf auch für Hebräisch. Die Zuständigkeit erstreckt sich auf den gesamten nördlichen Weser-Ems-Bereich.

#### Wissenschaftstage
Im Herbst jedes Jahres ist das Ulricianum Mitausrichter der Auricher Wissenschaftstage. Während dieser Wochen werden Wissenschaftler zu Vorträgen in die Räumlichkeiten der Schule oder Sponsoren eingeladen. Schüler der höheren Klassen können Stipendien für Forschungsinstitute Europa erhalten und an Forschungsprojekten in der ganzen Welt teilnehmen, darunter Expeditionen in die Antarktis und nach Jakutien. Seit 2011 sollen über die „Juniorwissenschaftstage“ auch jüngere Schüler im Zusammenwirken mit Wissenschaftlern mehrerer deutscher Forschungseinrichtungen an naturwissenschaftliches Fragen und Experimentieren herangeführt werden.

### Projekte

#### Internationales Ulricianum
Das Ulricianum bietet verschiedene Schüleraustausche an. Diese sind oft auch an AGs gebunden, in denen die Schüler und Schülerinnen auf den Austausch vorbereitet werden.
- Colegio Juan de Lanuza,  Saragossa
- Gimnazium Pribram,  Příbram
- Guajome Park Academy,  Vista (Kalifornien)
- Liceo Scientifico Orazio Grassi,  Savona
- Liceum Ogolnoksztalcaçe (Kępno),  Kępno
- Lycée Hector Berlioz,  La Côte-Saint-André
- St.-Benedikt-Gymnasium Alytus,  Alytus

#### Ulricianum Times
Die Ulricianum Times war eine englischsprachige Zeitung, die alljährlich von den Schülern des Gymnasiums erstellt, herausgegeben und von den Ostfriesischen Nachrichten gedruckt wurde. Dies geschah im Rahmen eines von der London Times veranstalteten Wettbewerbs, aus dem das Ulricianum in den vergangenen Jahren regelmäßig als Sieger hervorging. Nachdem der britische The Guardian den letzten Wettbewerb 2008 veranstaltete, bei dem Schüler des Ulricianums erneut für die Zeitung sowie die Online-Ausgabe ausgezeichnet wurden, wurde der Wettbewerb aus Kostengründen ausgesetzt, weswegen die Ulricianum Times Ausgabe 2009 als kostenlose Beilage in der Lokalzeitung Ostfriesische Nachrichten erschien.

## Geschichte
Gegründet wurde das Gymnasium Ulricianum 1646 von Graf Ulrich II. Die 350-Jahr-Feier fand 1996 statt.
Das einhundertjährige Jubiläum des Literaturnobelpreises, Rudolf Eucken wurde 2008 gefeiert.

## Verein ehemaliger Ulricianer
Der Verein ehemaliger Ulricianer e. V. wurde im 1946 zur Zeit der 300-Jahr-Feier des Ulricianums von ehemaligen Schülern gegründet. Am Anfang führten und bauten vor allem die alten Ulricianer Friedrich van Senden und Richard Aden den Verein auf. Der Verein hat laut eigenen Aussagen über 1000 aktive Mitgliedern und unterstützt Projekte des Ulricianums finanziell.

## Persönlichkeiten

### Lehrer
- Wilhelm Reuter (1803–1881), Theologe und Philologe, Lehrer und Rektor
- Herbert Dunkel (1906–1966), Kunsterzieher und Maler
- Herbert Müller (* 1953), Kunsterzieher und Maler
- Peter Zylmann (1884–1976), Schulleiter 1923–1928

### Schüler
- Diedrich Rudolf Stürenburg (1811–1856), Altphilologe und Lehrer
- Rudolph Schepler (1813–1889), Verwaltungsjurist und Richter in Ostfriesland, MdR
- Rudolf von Jhering (1818–1892), Rechtstheoretiker in Basel, Rostock, Kiel, Gießen, Wien und Göttingen
- Ludwig Franzius (1832–1903), Wasserbauingenieur
- Johann Heinrich Leiner (1830–1868), Pastor und Gründer des Ostfriesischen Armenrettungshauses (heute: Leiner-Stift) Großefehn
- Rudolf Christoph Eucken (1846–1926), Philosoph; Träger des Literaturnobelpreises 1908
- Remmer Janssen (1850–1931), evangelisch-lutherischer Pastor in Strackholt (Ostfriesland) und bekannter ostfriesischer Erweckungsprediger
- Heinrich Reimers (1879–1942), Publizist
- Karl Marienus Deichgräber (1903–1984), Altphilologe
- Hermann Lübbe (* 1926), Professor für Philosophie und Politische Theorie an der Universität Zürich
- Theodor Aden (1930–2021), Regierungsdirektor der Wasser- und Schifffahrtsverwaltung, Träger des Bundesverdienstkreuzes
- Christian Jülich (* 1938), Verwaltungsjurist und Fachautor
- Helga Milz (* 1945), Professorin für Soziologie in Hamburg
- Rainder Steenblock (* 1948), Politiker (Bündnis 90/Die Grünen), war von 1996 bis 2000 Minister für Umwelt, Natur und Forsten des Landes Schleswig-Holstein
- Wilfried Grunau (* 1958), Ingenieur und Geodät, Präsident des Verbandes Deutscher Vermessungsingenieure (VDV) und des Zentralverbandes der Ingenieurvereine (ZBI), Träger des Bundesverdienstkreuzes
- Heyo K. Kroemer (* 1960), Pharmakologe, Vorstandsvorsitzender der Charité – Universitätsmedizin Berlin
- Thomas Hinrichs (* 1968), Journalist
- Jan Dochhorn (* 1968), Theologe
- Uwe Rosenberg (* 1970), Spieleautor
- Erik Dreesen (1971–2013), Bodybuilder und Kraftsportler, 1994 Deutscher Meister im Bankdrücken
- Andreas Hoffmann (* 1971), Kulturmanager, Geschäftsführer documenta
- Andi Schoon (* 1974), Professor für Kultur- und Medienwissenschaft an der Hochschule der Künste Bern
- Swen Meyer (* 1974), Musikproduzent
- Harro Füllgrabe (* 1975), Redakteur und Moderator
- Wiard Siebels (* 1978), Politiker (SPD), seit 2008 Abgeordneter im Landtag von Niedersachsen
- Ina Grätz (* 1983), Kunsthistorikerin und Kuratorin
- Paul Ronzheimer (* 1985), Journalist
- Niklas Bohlen (* 2001), Schauspieler und Reporter